# Claus de Werve
Claus de Werve, també anomenat per alguns historiadors de l'art Claus, Claux de Werwe o Klaas van de Werve (Haarlem, Països Baixos, cap a 1380 - Dijon, França, 8 d'octubre de 1439), va ser un escultor holandès que va treballar a França durant la primera meitat del segle XV i es va caracteritzar per utilitzar un estil realista.

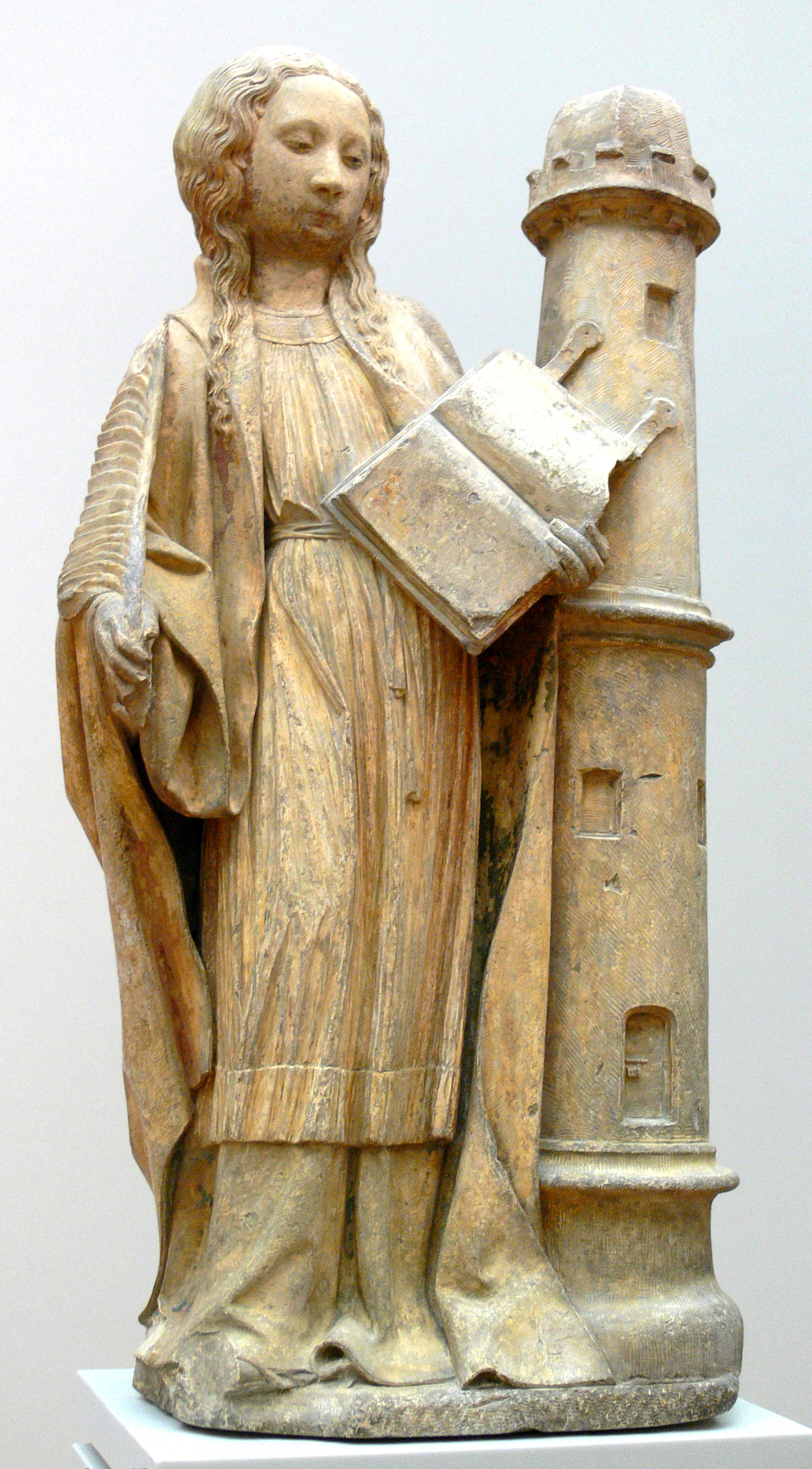
Santa Bàrbara (c. 1430), Claus de Werve, Museu Bode, Berlín.

## Biografia
Claus o Claux de Werve va néixer probablement a la ciutat holandesa de Haarlem cap al 1380. Va estar actiu a la cort de Borgonya sota Felip el Negre entre 1395 i 1439.
Werve era nebot de l'escultor gòtic Claus Sluter i es va convertir el seu deixeble a la cort de Borgonya, a Dijon. Va ajudar el seu oncle a tallar les figures dels ploraners, àngels i lleons de la tomba de Felip II de Borgonya, l'Ardit. A partir del 1396 va participar en la realització de la creu monumental el Pou de Moisès de la Cartoixa de Champmol que havia iniciat Sluter. L'any 1404 Sluter, a causa de la seva malaltia, li va deixar la direcció de l'obra dos anys abans de la seva defunció. Probablement les escultures dels profetes Isaïes i David siguin obra seva.
El 1406 va prendre el càrrec d'escultor en cap a la cort i va produir diverses obres mestres, incloent la Mare de Déu i el Nen de Poligny que actualment es conserven al Metropolitan Museum of Art de Nova York.
Aquell any Joan I de Borgonya, Joan sense por, li va encarregar la finalització de la tomba ducal de Felip II de Borgonya que havien iniciat Jean de Marville i el seu oncle. L'encàrrec es va tancar a Dijon l'any 1410.
El 1430 va fer el Retaule de la Passió de Crist de l'església de Bessey-les-Citeaux.
Va morir el 8 d'octubre de 1439 a Dijon.

## Obra
- Pou de Moisès, 1396-1403. Cartoixa de Champmol, Dijon.[4]
- Escultures de la tomba de Felip II de Borgonya, cap a 1404-10. Musée des Beaux Arts de Dijon.[5] The Cleveland Museum of Art.[6]
- Mare de Déu amb el Nen, cap a 1415–17, Clarisses de Poligny. Metropolitan Museum of Art.[7]
- Cercle de Claus de Werve, Sant Pau, cap a ca. 1420–30. Metropolitan Museum of Art.[8]
- Lamentació sobre el cos de Crist mort, 2n quart del s. XV. Musée du Moyen Age, París.[5]
- Cercle de Claus de Werve, Mare de Déu amb el Nen, 2n Quart del s. XV. Musée des Beaux Arts de Dijon.[5]
- Jean Rolin bisbe, 1432-36. Museu Rolin d'Autun.[5]
- Tomba de Joan I de Borgonya i Margarida de Baviera, 1443-1470. Musée des Beaux Arts de Dijon.[5]
- Sant Joan Baptista, cap a 1450-75, probablement de l'església de Mouthier-Viellard, Poligny. Metropolitan Museum of Art.[9]
- Mare de Déu de Bulliot, Museu Rolin d'Autun.[5]
- Sant Lluc escrivint l'Evangeli, primera meitat del s. XV. Museu de Belles Arts de Dijon.[5]
- Crist a la tomba (Enterrament), catedral de Langres.
- Crist, catedral de San Benigne de Dijon.
- Sant Hipòlit, Poligny.